# オリオン計画

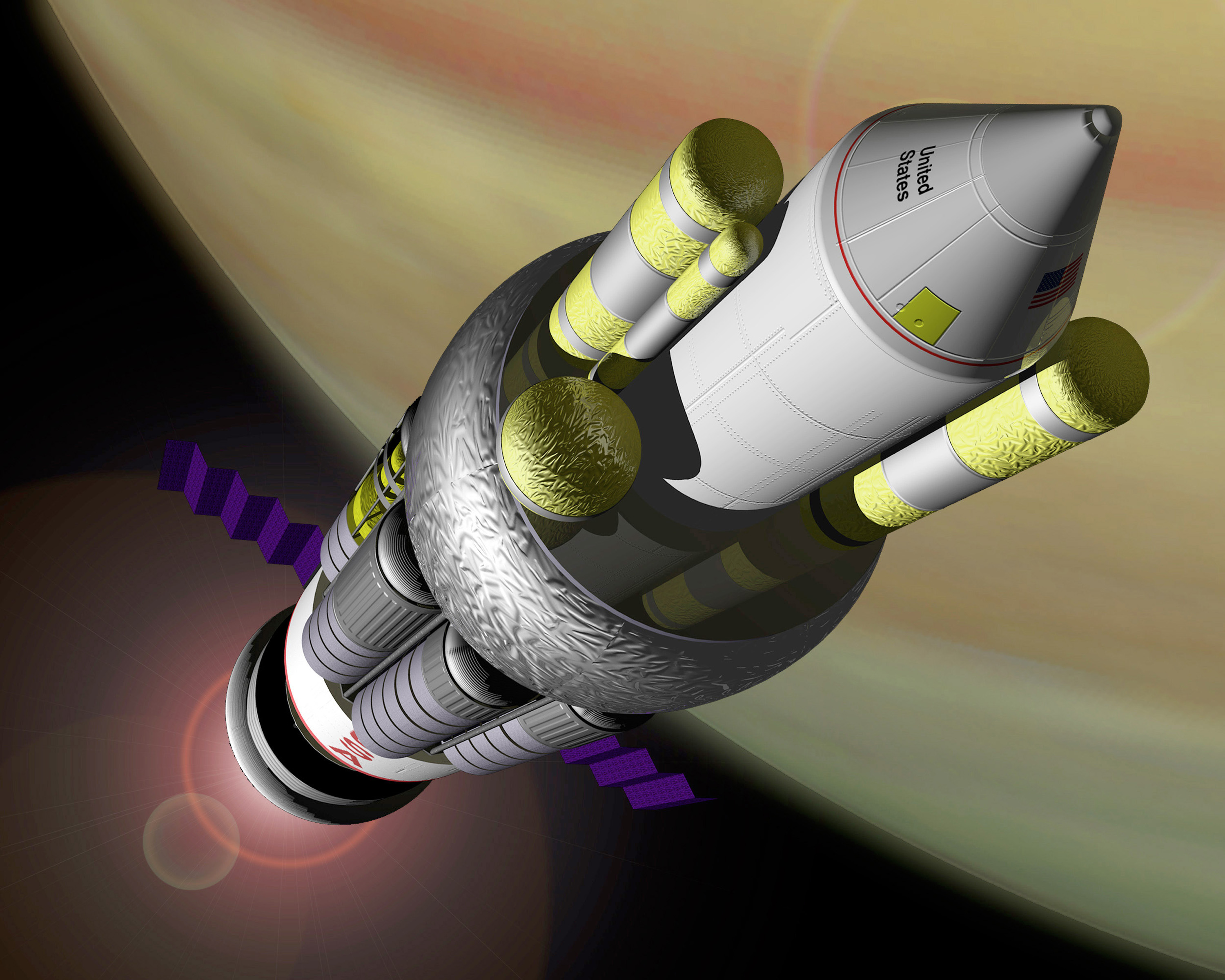
オリオン計画により構想された宇宙船

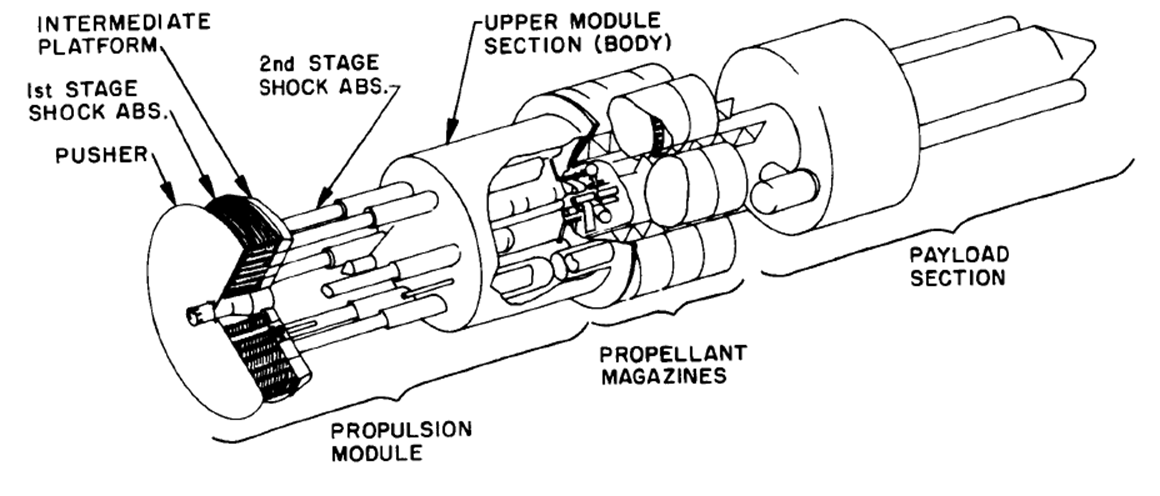
核パルス推進ロケット 略図

オリオン計画（オリオンけいかく、Project Orion）またはオライオン計画（オライオンけいかく）は、アメリカにて1950年代 - 60年代にかけて行われた宇宙船の研究計画で、核パルス推進宇宙船の、世界で最初の工学的な研究開発計画である。このアイデアは1955年にスタニスワフ・ウラムほかが提案した。
計画では、核分裂または核融合による爆弾を宇宙船から後部に放出し、200フィート (60m) のところで爆発させ、鋼鉄かアルミニウムの板で爆発の衝撃を受けて進むことが考えられていた。原子力を使用することにより、オリオンではロケットエンジンの理想である、大きい推力と高い噴射速度（比推力）の両方を実現する予定であった。
オリオンの性能の見積もりは素晴らしく、SF作家のジェリー・パーネルは、計画の元リーダーフリーマン・ダイソンが、一度のミッションで大規模で恒久的な月面基地を提供することができる、と語ったと伝えている。また、オリオンは（冥王星が太陽にもっとも接近している時に最大加速で飛行すれば）1年のうちに地球から冥王星に到達し、戻ってくることができるとも言われている。
さらにフリーマン・ダイソンは、オリオン型惑星間宇宙船のアイデアを恒星間宇宙船に適用している。ペイロードが2万トン（数百人から成る小さな町を充分に維持できる）ほどになるので、宇宙船は必然的に大きくなる。全質量は1個約1トンの核爆弾30万個の燃料込みで、40万トンほどになる。爆弾は3秒ごとに爆発させられ、宇宙船を1Gで10日間加速し、光速の30分の1（秒速1万km）に到達する。この速度でオリオン型恒星間宇宙船はアルファ・ケンタウリに140年で到着する。この宇宙船に目標星での減速能力を与えるには、2段式に再設計しなければならない。オリオン型恒星間宇宙船は宇宙船としては最小限の能力しか持っていないが、現在の科学技術で建造し、送り出すことのできる恒星間輸送の形態の1つではある。
1963年の部分的核実験禁止条約の影響を受け、計画は終わりを迎えた。

## フィクションに登場するオリオン型宇宙船
- 大天使（ラリー・ニーヴン/ジェリー・パーネル『降伏の儀式』）
- メサイア（映画『ディープ・インパクト』）

## 参考になりうる文献
（注：英語版Wikipediaにはより豊富な情報がある）
- Dyson, G.: "Project Orion – The Atomic Spaceship 1957-1965", (London, U.K.: Penguin Books, 2003).
- Dyson, F. J.: "Interstellar Transport", Physics Today, Oct (1968), pp.41-45.
- Dyson, F. J.: "Death of a Project", Science, 149 (3680) (1965), pp.141-144.
- General Dynamics  Co.: "Nuclear  Pulse  Vehicle  Study  Condensed  Summary  Report", Jan (1964), pp.1-10.